# Orne-Inseln
Die Orne-Inseln sind eine Gruppe kleiner Inseln vor der Danco-Küste des Grahamlands auf der Antarktischen Halbinsel. In der Gerlache-Straße liegen sie unmittelbar nördlich der Rongé-Insel.
Teilnehmer der Belgica-Expedition (1897–1899) des belgischen Polarforschers Adrien de Gerlache de Gomery nahmen eine erste grobe Kartierung vor. Die Benennung der Gruppe geht vermutlich auf norwegische Walfänger zurück und fand Verwendung in den Aufzeichnungen des schottischen Geologen David Ferguson, der 1913 an Bord des Walfangschiffs Hanka in diesem Gebiet tätig war.